# Gregory's Girl
Gregory's Girl é uma comédia romântica britânica de 1981 escrita e dirigida por Bill Forsyth.
O filme faz parte da lista dos 1000 melhores filmes de todos os tempos do The New York Times.